# Асыввож (приток Орловки)
Асыввож (устар. Асыв-Вож) — река в России, протекает по территории Вуктыльского округа в Республике Коми.

## География
Устье реки находится в 8 км по левому берегу реки Орловка. Длина реки составляет 13 км.
Исток реки на холмах в 25 км к северо-востоку от села Подчерье. Исток лежит на водоразделе с бассейном Щугора, рядом берёт начало река Катя-Ёль. Асыввож течёт на юго-запад, всё течение проходит по холмистой ненаселённой тайге предгорий Северного Урала. Впадает в Орловку в 16 км к северо-востоку от Подчерья. До устья Асыввожа Орловка обозначается на картах как Войвож. Ширина реки на всем протяжении не превышает 10 метров.

## Этимология гидронима
Данный гидроним происходит из коми-пермяцкого языка, в котором асыв — «утро», «восток», а вож — «приток», «ветвь», «ответвление».

## Данные водного реестра
По данным государственного водного реестра России относится к Двинско-Печорскому бассейновому округу, водохозяйственный участок реки — Печора от водомерного поста у посёлка Шердино до впадения реки Уса, речной подбассейн реки — бассейны притоков Печоры до впадения Усы. Речной бассейн реки — Печора.
Код объекта в государственном водном реестре — 03050100212103000061951.